# Сін-магір
Сін-магір — цар Ісіна.

## Правління
Наразі походження Сін-магіра не з'ясовано.
Його правління припадало на останні роки царювання Варад-Сіна й перші роки Рім-Сіна, біратів, які один за одним займали трон Ларси, синів Кудурмабуга. Також Сін-магір був сучасником вавилонського правителя Апіль-Сіна. Сін-магір збудував оборонну стіну в Дуннумі, місті, розташованому на північний схід від Ніппура. Окрім того, правитель побудував канал Нінкаррак та укріпив його береги. Можливо, він також володів номом Казаллу.